# دیوید رایل
دیوید رایل (به انگلیسی: David Ryall) (زاده ۵ ژانویه ۱۹۳۵-درگذشته ۲۵ دسامبر ۲۰۱۴) بازیگر اهل انگلستان است.
از فیلم‌ها یا سریال‌های تلویزیونی معروف او می‌توان به جک قاتل، دور دنیا در ۸۰ روز، توپ سیاه، زن سیاه‌پوش، خانواده دراماند، شارل کبیر و رایلی، تک‌خال جاسوس‌ها اشاره کرد.